# Wolodymyr Morosow
Wolodymyr Iwanowytsch Morosow (ukrainisch Володимир Іванович Морозов; * 4. März 1940 in Krasnowodsk, Turkmenische SSR, Sowjetunion; † 8. Februar 2023) war ein sowjetischer Kanute, der von 1964 bis 1972 dreimal Olympiasieger wurde. 

## Karriere
Morosow begann seine Karriere bei SKA Krasnowodsk, als Armeeoffizier wurde er nach Kiew versetzt und startete dann für SKA Kiew.
Morosows internationale Karriere begann bei den Weltmeisterschaften 1963 in Jajce, als er die Silbermedaille mit der 4-mal-500-Meter-Staffel gewann. Bei den Olympischen Spielen 1964 in Tokio gewann der sowjetische Vierer-Kajak mit Mykola Tschuschykow, Anatoli Grischin, Wjatscheslaw Ionow und Morosow die Goldmedaille auf der olympischen 1000-Meter-Strecke vor den Deutschen und Rumänen.
Bei den Weltmeisterschaften 1966 in Ost-Berlin erhielt der sowjetische Vierer über 1000 Meter die Bronzemedaille hinter den Booten aus Rumänien und Österreich. Über 10.000 Meter gewann der sowjetische Vierer den Titel, wobei nur Morosow in beiden Booten saß. 
Bei den Europameisterschaften 1967 gewann Morosow zusammen mit Oleksandr Schaparenko den Titel im Zweier-Kajak über 1000 Meter. Im Vierer-Kajak siegten über 1000 Meter die Rumänen vor dem sowjetischen Boot mit Schaparenko, Morosow, Grischin und Ionow. Über 10.000 Meter siegten Morosow, Grischin, Waleri Didenko und Ionow.
Bei den Olympischen Spielen 1968 in Mexiko-Stadt siegten Schaparenko und Morosow im Zweier vor den Ungarn und den Österreichern. Im Jahr darauf gewannen die beiden mit dem Viererkajak die Bronzemedaille im Vierer bei den Europameisterschaften 1969 hinter den Booten aus der DDR und aus Rumänien. Bei den Weltmeisterschaften 1970 siegte Morosow mit dem Vierer über 1000 Meter zusammen mit Jurij Filatow, Waleri Didenko und Jurij Stezenko. In der gleichen Besetzung gewann der sowjetische Vierer auch den Titel bei den Weltmeisterschaften 1971 und bei den Olympischen Spielen 1972 in München. Filatow, Morosow und Didenko saßen zusammen mit Nikolai Hakol im Vierer bei den Kanurennsport-Weltmeisterschaften 1973 in Tampere, sie gewannen Silber hinter den Ungarn.